# Перл-Гарбор (військово-морська база)
Військово-морська база Перл-Гарбор (англ. Naval Station Pearl Harbor) — військово-морська база військово-морських сил США, що розташована біля міста Гонолулу, на острові Оаху, Гаваї. У 2010 році, згідно з рекомендаціями Комісії з оптимізації та закриття бази (BRAC), військово-морська база була об'єднана з базою ПС США Гіккам, щоб сформувати об'єднану базу Перл-Гарбор-Гіккам. З 1940 року Перл-Гарбор є штабом Тихоокеанського флоту США.

## Історія
Після анексії Гаваїв Перл-Гарбор було переобладнано для збільшення його спроможностей щодо розміщення кораблів американських ВМС. 17 листопада 1899 року завершилися роботи щодо створення військово-морської бази Гонолулу. 2 лютого 1900 року цю назву було змінено на військово-морська база Гаваї.
Військово-морська база та штаб Тихоокеанського флоту США стала основним об'єктом несподіваної японської атаки 7 грудня 1941 року, яка тимчасово підірвала флот США та призвела до вступ у Другу світову війну. Перл-Гарбор зосереджується на штучно вдосконаленій гавані у формі листа конюшини на південному узбережжі Оаху, за 6 миль (10 км) на захід від Гонолулу. Гавань практично оточена (із заходу на схід) містами Ева, Вайпаху, Перл-Сіті, Аїя та Гонолулу. Вона має 10 квадратних миль (26 квадратних кілометрів) судноплавної води та сотні якірних стоянок і займає площу понад 10 000 акрів (4 000 гектарів). Його чотири озера утворюють півострови Вайпіо, Перл-Сіті та острів Форд. Канал Перл-Гарбор з'єднує базу з Тихим океаном.
Під час атаки на Перл-Гарбор у 1941 році американський лінкор «Аризона» затонув, при цьому загинуло понад 1100 осіб; корпус затонулого корабля, який був оголошений національним меморіалом 30 травня 1962 року, тепер охоплює біла бетонно-сталева конструкція. Нинішні об'єкти Перл-Гарбора включають військово-морську верф, центр постачання та базу підводних човнів. Центр військово-морського постачання знаходиться на півострові Перл-Сіті. Вхід до Перл-Гарбора обмежений на сході базою ПС Гіккам, а на заході — військово-морською резервацією. Під час Корейської та В'єтнамської воєн портовий комплекс був плацдармом для сил і техніки, що прямували в зони бойових дій.

## Галерея

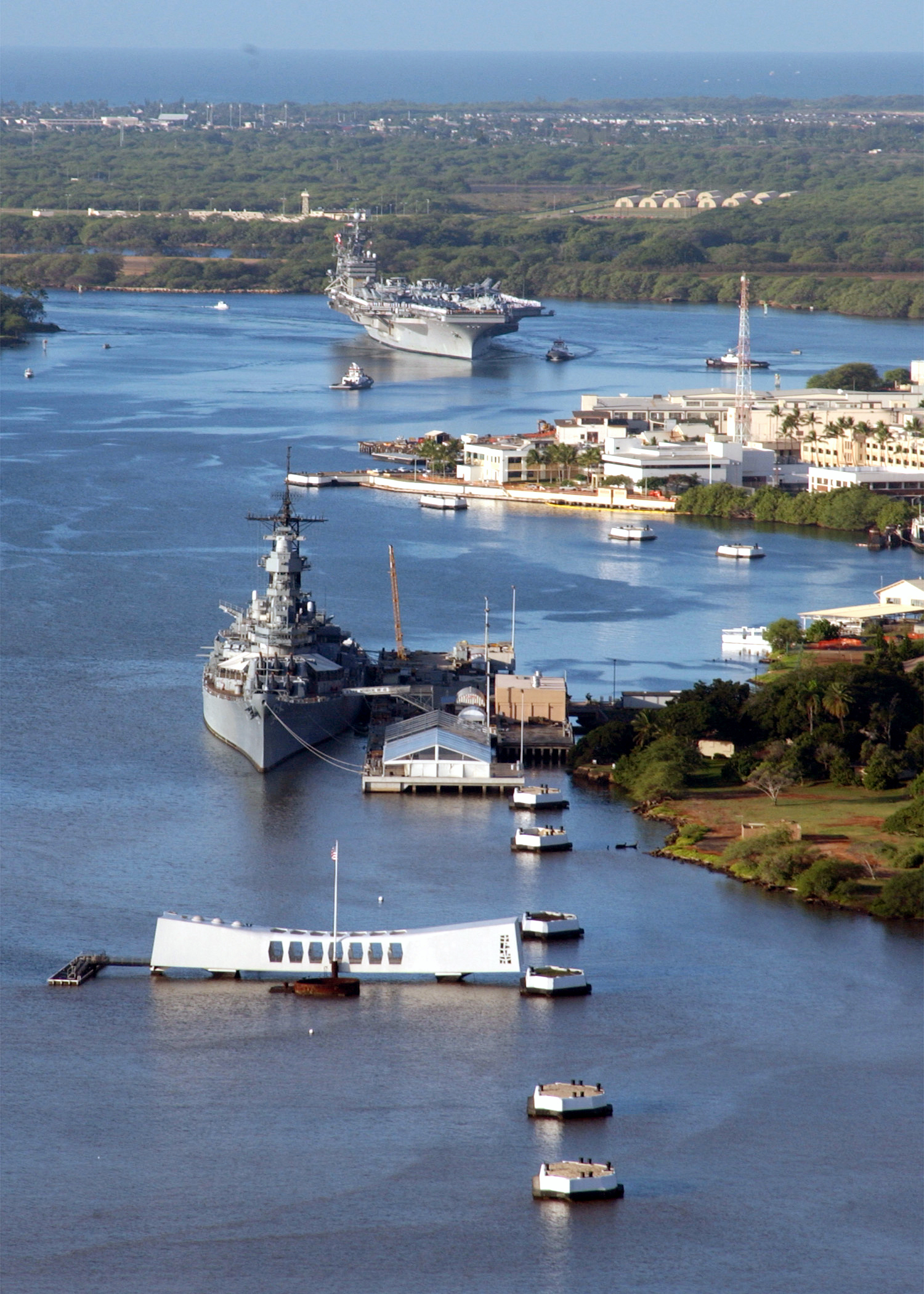
Атомний авіаносець «Карл Вінсон» проходить повз меморіалу лінкору «Аризона» та лінкора «Міссурі». 31 січня 2003
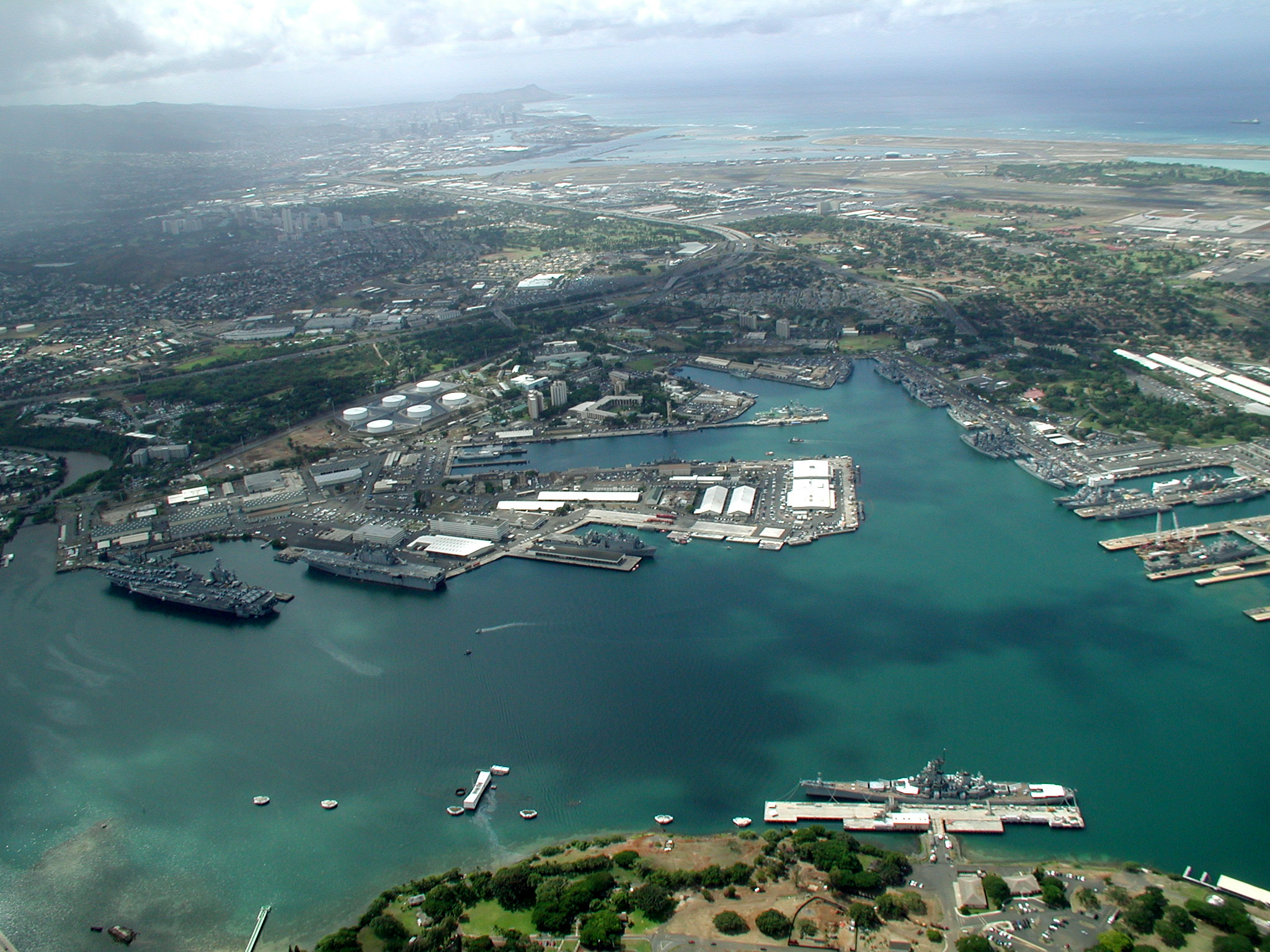
Вид на військово-морську базу Перл-Гарбор з висоти пташиного польоту. 30 червня 2004
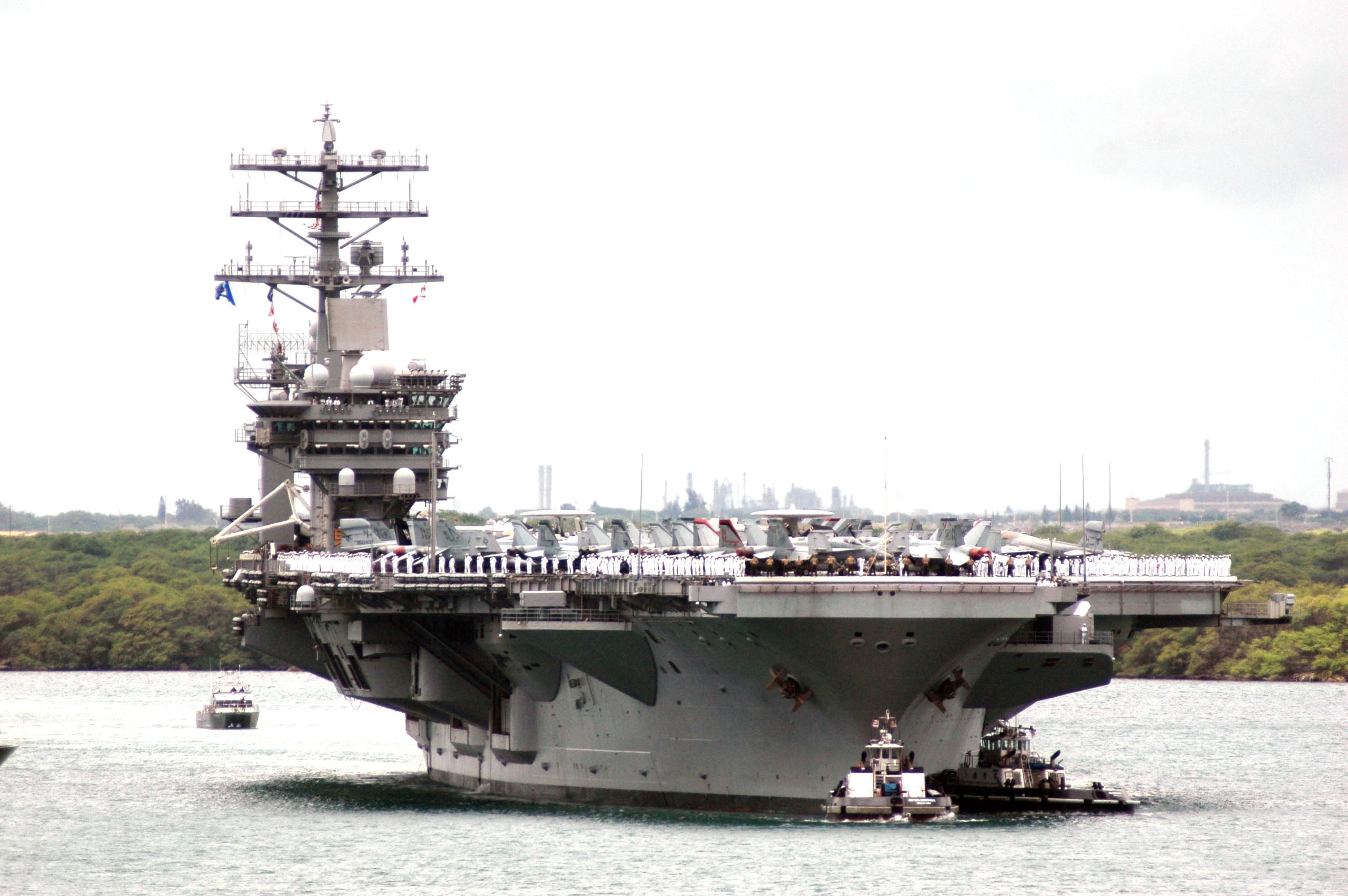
Атомний авіаносець «Німіц» входить на базу Перл-Гарбор. 18 травня 2005
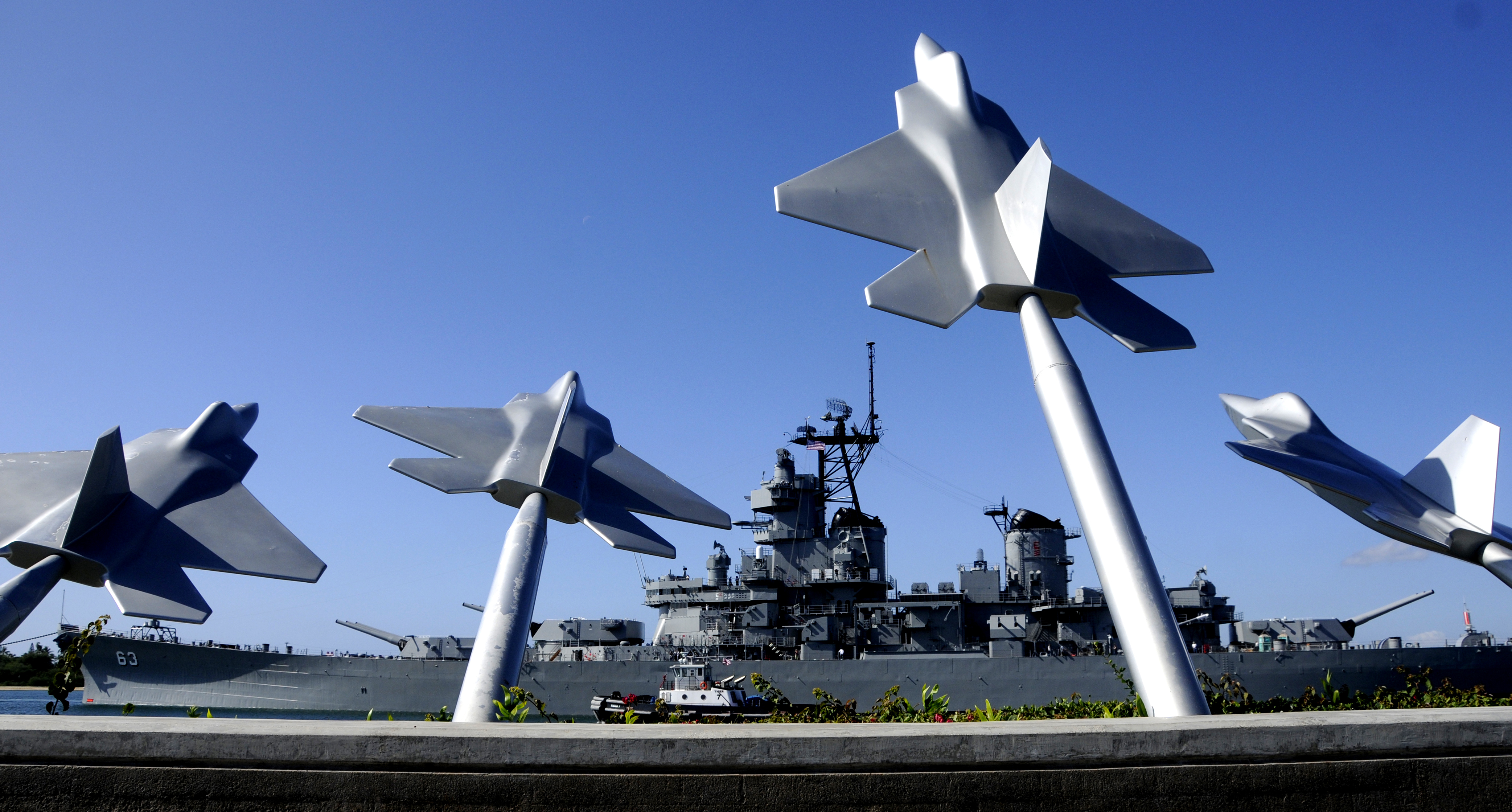
Меморіал перед лінкором «Міссурі». 8 січня 2010
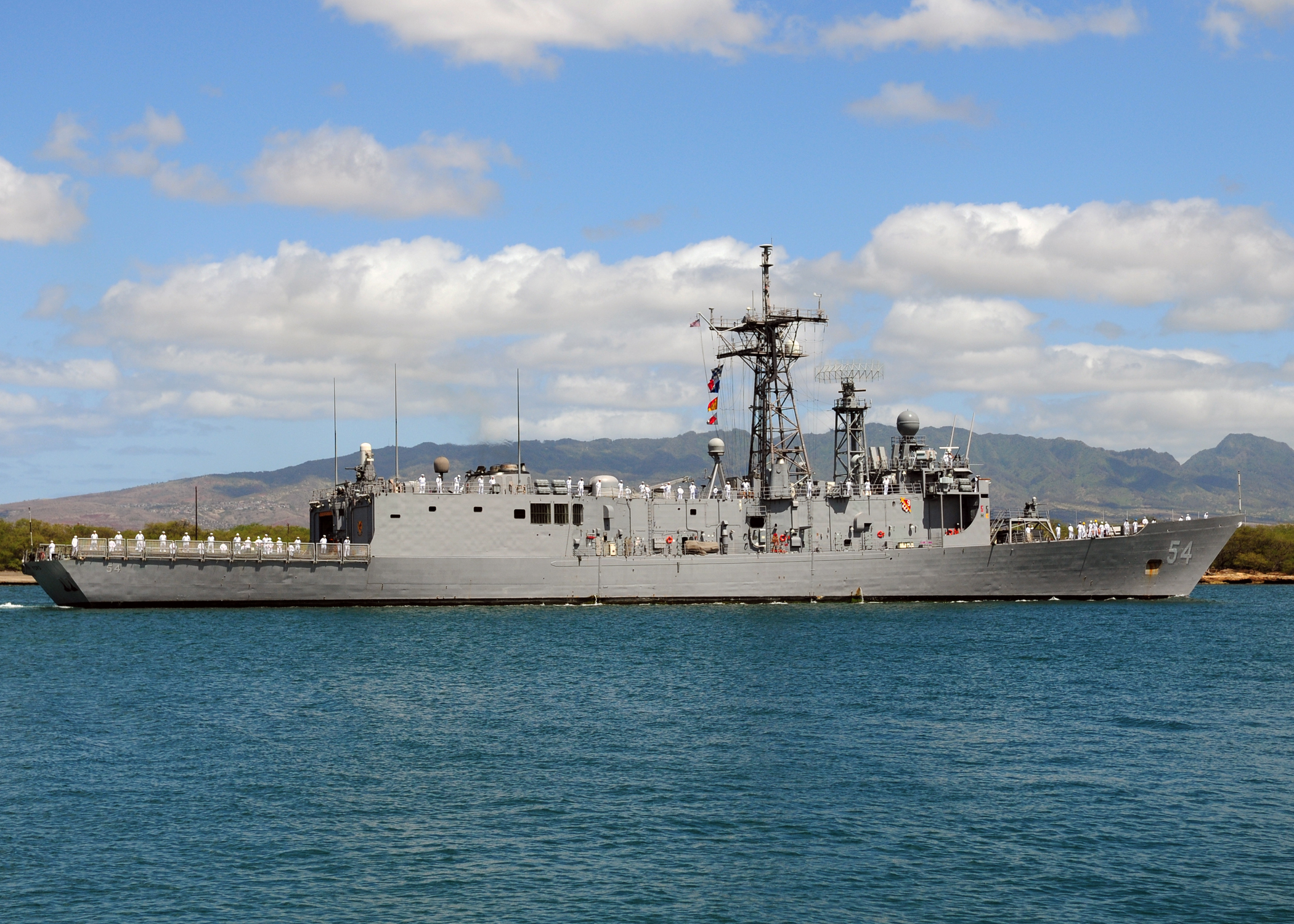
Фрегат «Форд» входить на базу під час навчань RIMPAC. 24 червня 2010
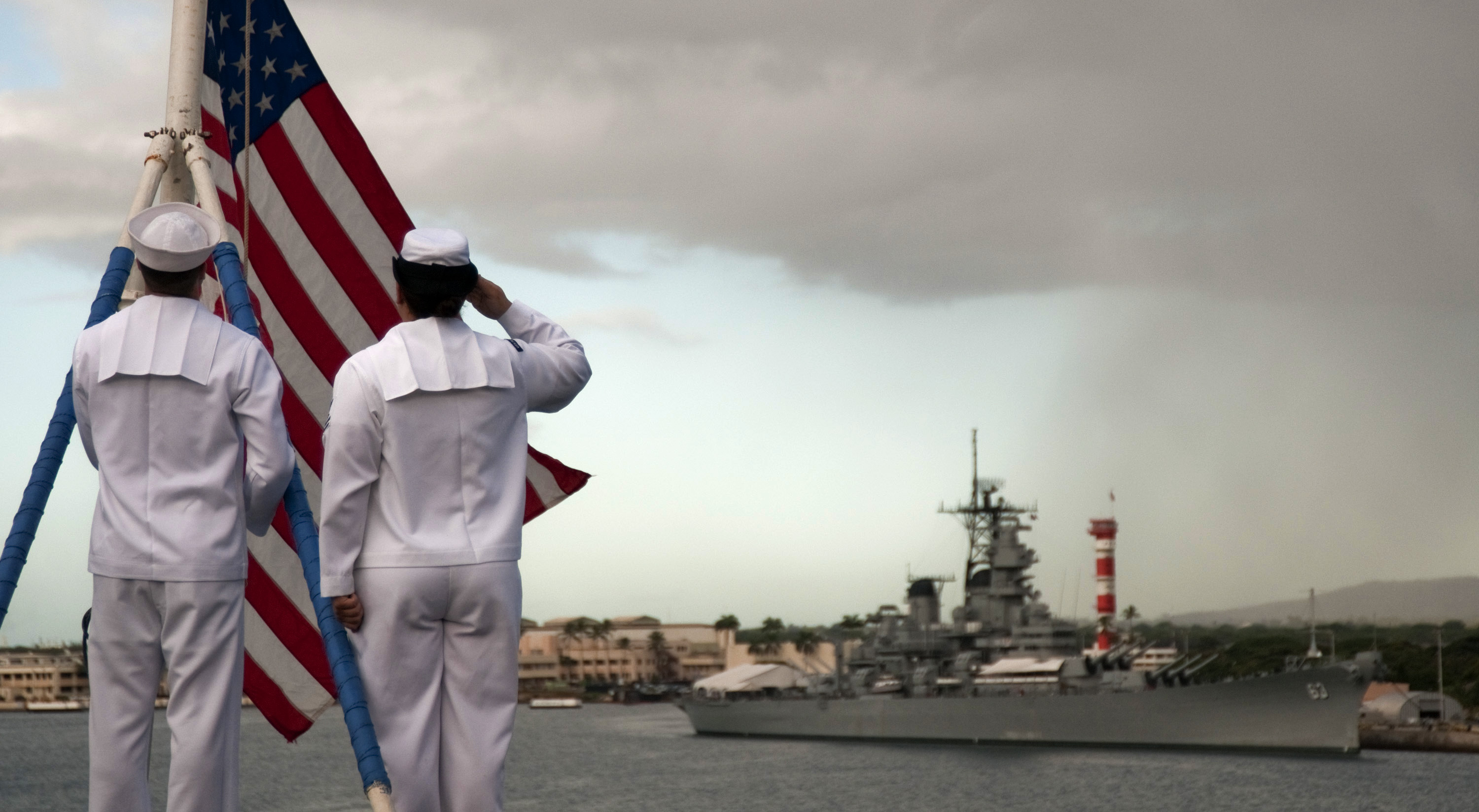
Підйом на універсальному десантному кораблі типу «Тарава» «Пелелю» державного прапора на базі Перл-Гарбор. 25 лютого 2012
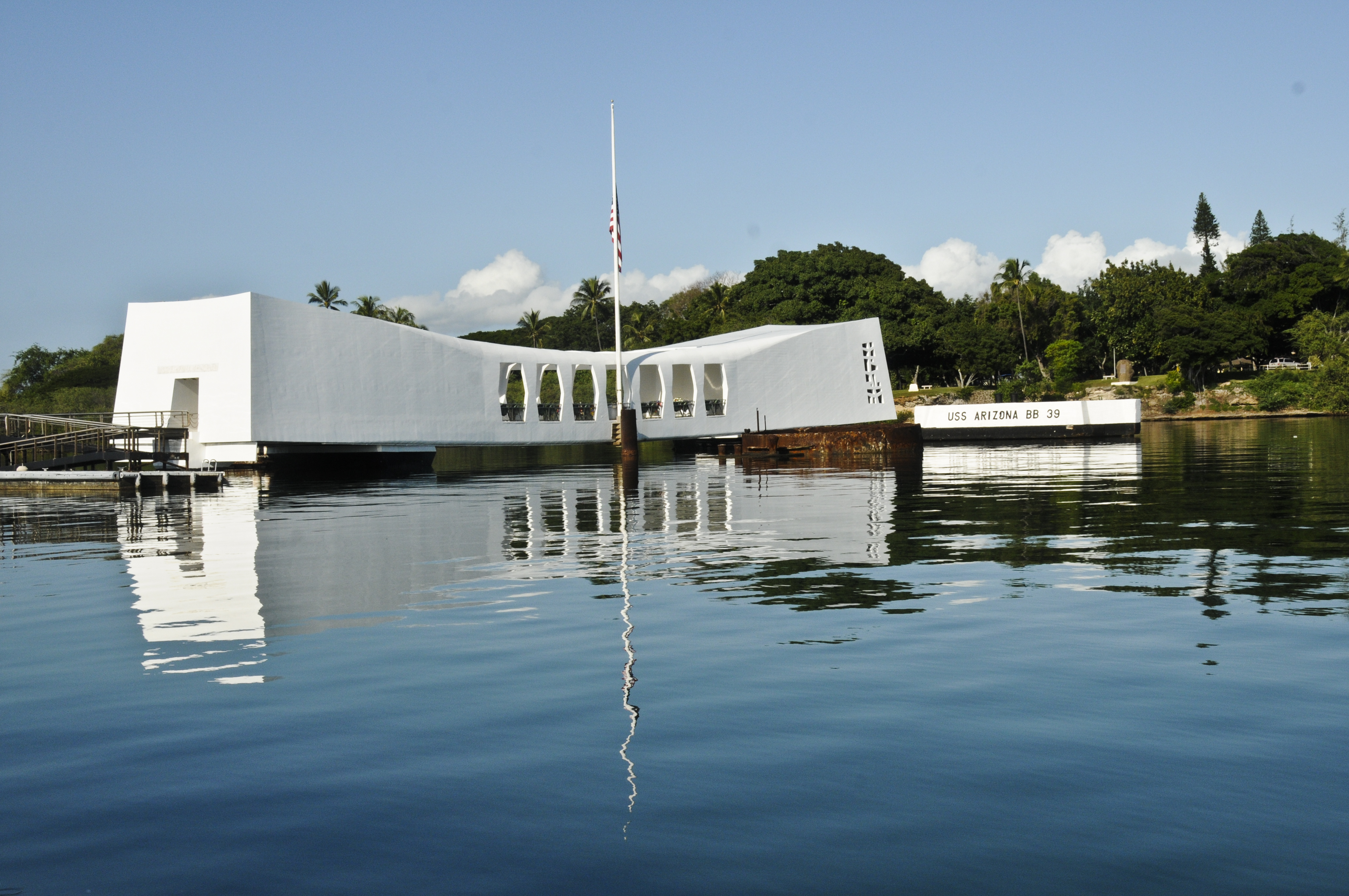
Меморіал лінкору «Аризона». 7 грудня 2013
Універсальний десантний корабель типу «Восп» «Боксер» входить до бухти Перл-Гарбор. 15 квітня 2014
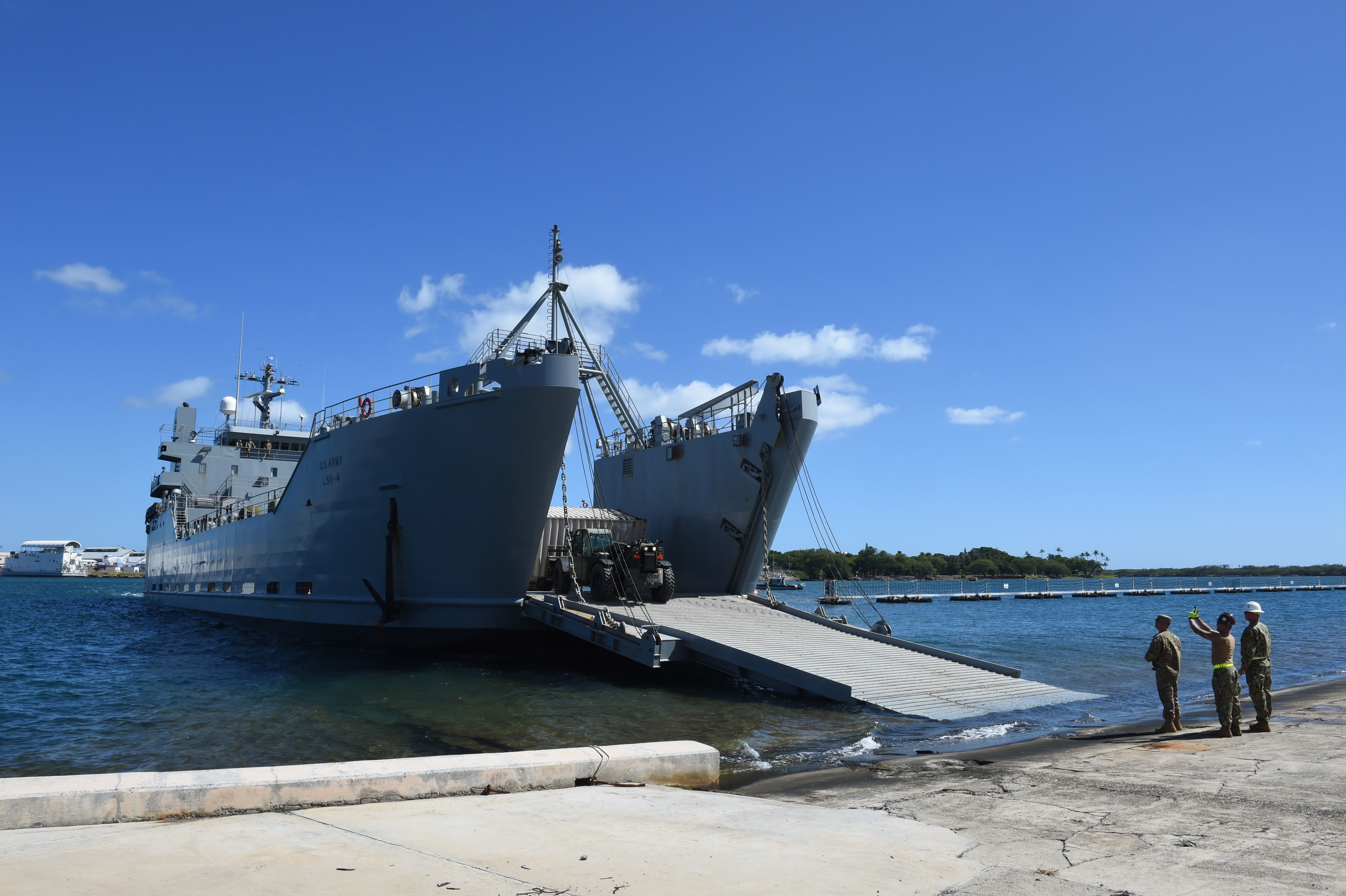
Тренування з вивантаження на берег з борту десантного судна в разі гуманітарної операції. 11 липня 2016
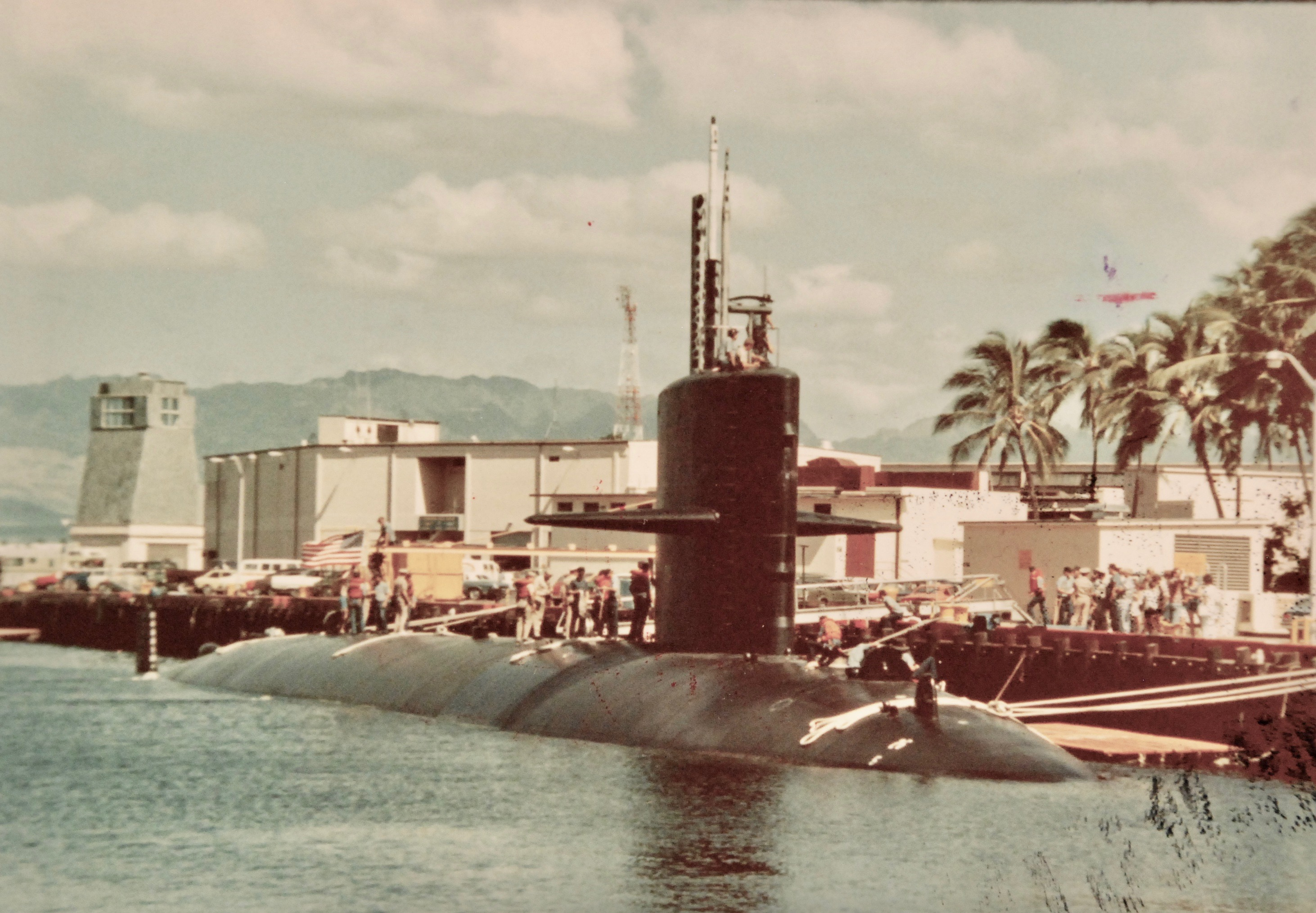
Повернення після навчань підводного човна типу «Стерджен» «Гоукбілл» на базу. 23 травня 2018
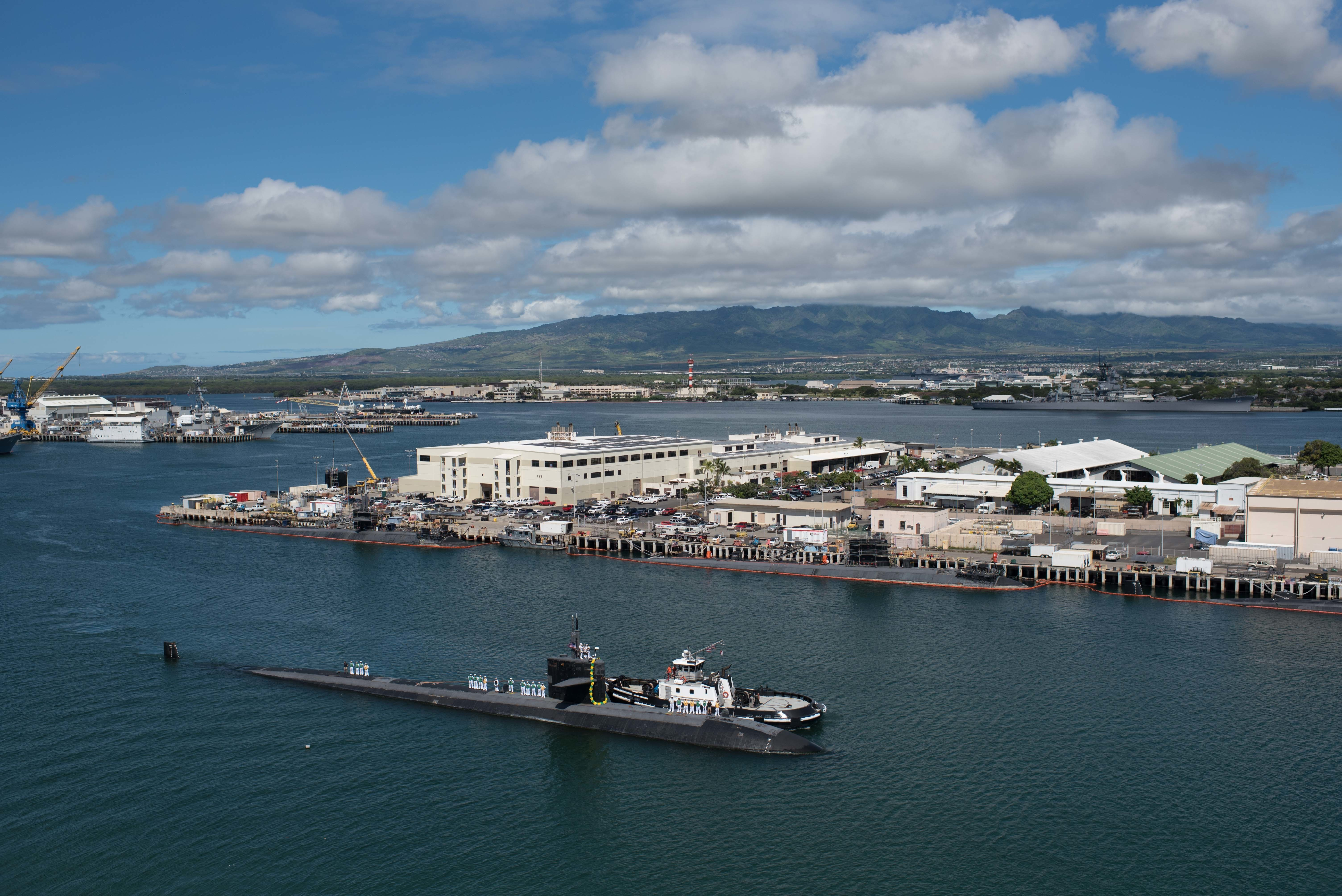
Атомний підводний човен «Бремертон» входить на базу. Пришвартовані «Луїсвілл» і «Шаєнн». 6 квітня 2018
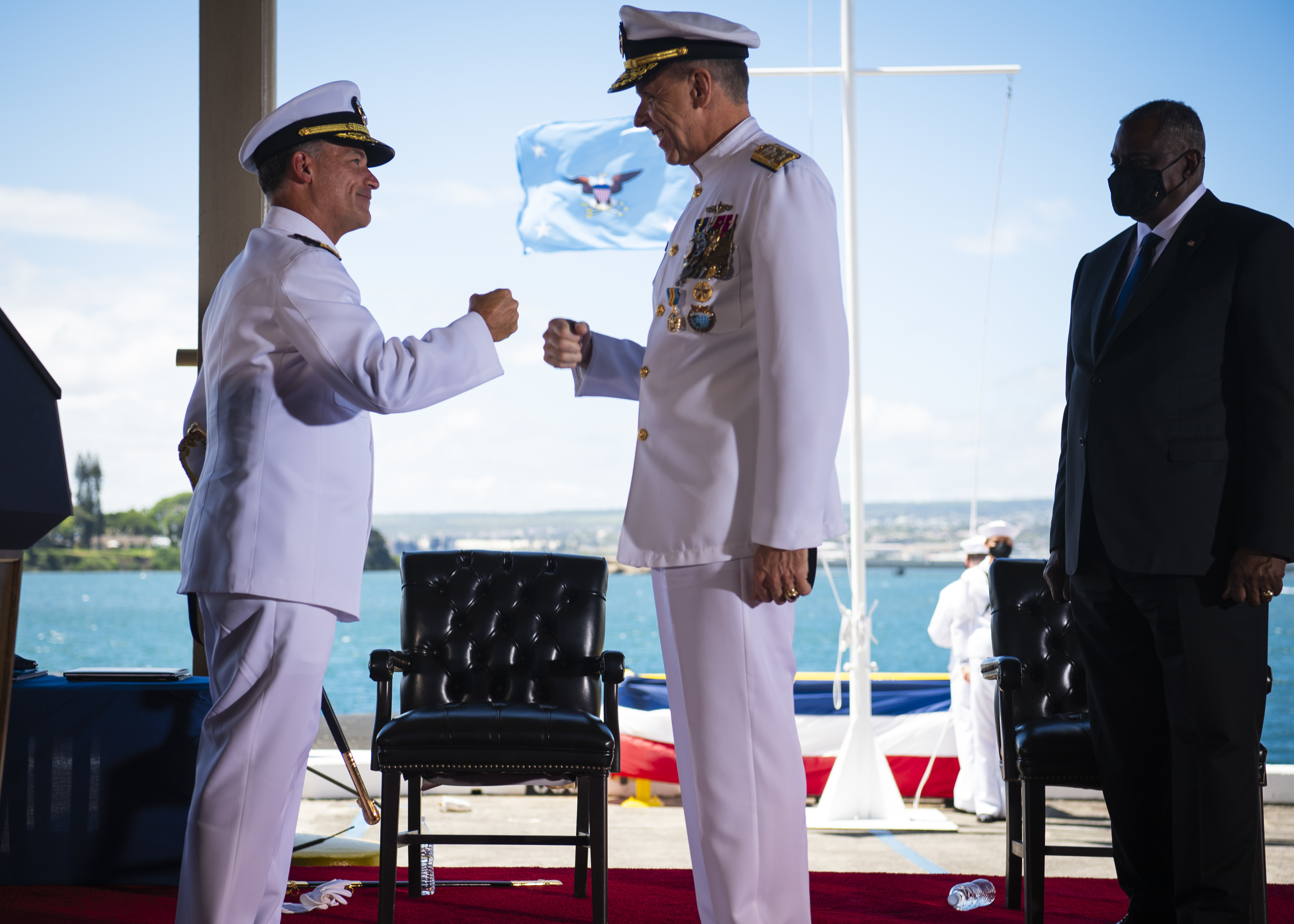
Міністр оборони Ллойд Остін здійснює зміну командувачів Індо-Тихоокеанського командування на базі Перл-Гарбор-Гіккам. 29 квітня 2021

## Кораблі, що базуються на ВМБ Перл-Гарбор
- Ескадрені міноносці типу «Арлі Берк»
  - «Джон Пол Джонс»
  - «Гоппер»
  - «Чафі»
  - «Ченг-Гун»
  - «Голзі»
  - «Вейн Меєр»
  - «Вільям Лоуренс»
  - «Майкл Мерфі»
- Підводні човни типу «Лос-Анджелес»
  - «Топека»
  - «Чикаго»
  - «Джефферсон-Сіті»
  - «Спрінгфілд»
  - «Коламбус»
  - «Санта-Фе»
  - «Шарлотт»
  - «Тусон»
  - «Коламбія»
  - «Грінвілл»
  - «Шаєнн»
- Підводні човни типу «Вірджинія»
  - «Техас»
  - «Гаваї»
  - «Північна Кароліна»
  - «Міссурі»
  - «Міссісіпі»
  - «Іллінойс»